# Tir la Jocurile Olimpice 2016 - pușcă cu aer comprimat 10m (feminin)
Proba de pușcă cu aer comprimat 10m feminin de la Jocurile Olimpice 2016 au avut loc la 6 august 2016 la Centrul Național de Tir.
Evenimentul a constat din două runde: una de calificare și finala. În calificări, fiecare sportivă a tras 40 de trageri cu pușca cu aer comprimat  de la 10 metri distanță din poziția stând în picioare. Scorurile pentru fiecare tragere au fost acordate în incremente de 1, cu un scor maxim de 10.
Primele 8 sportive din runda de calificare au ajuns în finală. Acolo, fiecare sportivă a avut 20 de trageri suplimentare. Pentru aceste trageri s-au acordat puncte în incremente de 0.1, cu un scor maxim de 10,9.

## Records
Înainte de această competiție, recordurile mondiale și olimpice erau următoarele.
| Recorduri în runda de calificare | Recorduri în runda de calificare | Recorduri în runda de calificare | Recorduri în runda de calificare | Recorduri în runda de calificare |
| -------------------------------- | -------------------------------- | -------------------------------- | -------------------------------- | -------------------------------- |
| Recordul mondial                 | Chen Dongqi                      | 422.9                            | München, Germania                | 28 mai 2015                      |
| Recordul olimpic                 | Du Li                            | 420.7                            | Rio de Janeiro, Brazilia         | 6 august 2016                    |

| Recorduri în finală | Recorduri în finală | Recorduri în finală | Recorduri în finală      | Recorduri în finală |
| ------------------- | ------------------- | ------------------- | ------------------------ | ------------------- |
| Recordul mondial    | Yi Siling           | 211.0               | Beijing, China           | 3 iulie 2014        |
| Recordul olimpic    | Virginia Thrasher   | 208.0               | Rio de Janeiro, Brazilia | 6 august 2016       |

## Runda de calificare
| Loc | Sportiva                 | Țara                       | 1     | 2     | 3     | 4     | Total | Inner 10s | Shoot Off | Notes |
| --- | ------------------------ | -------------------------- | ----- | ----- | ----- | ----- | ----- | --------- | --------- | ----- |
| 1   | Du Li                    | China                      | 104.5 | 106.0 | 104.8 | 105.4 | 420.7 |           |           | C, RO |
| 2   | Barbara Engleder         | Germania                   | 105.2 | 104.1 | 105.7 | 105.3 | 420.3 |           |           | C     |
| 3   | Elaheh Ahmadi            | Iran                       | 104.5 | 103.5 | 104.0 | 105.8 | 417.8 |           |           | Q     |
| 4   | Daria Vdovina            | Rusia                      | 103.9 | 104.7 | 104.7 | 104.1 | 417.4 |           |           | Q     |
| 5   | Sarah Scherer            | Statele Unite ale Americii | 105.2 | 103.6 | 103.8 | 104.2 | 416.8 |           |           | Q     |
| 6   | Virginia Thrasher        | Statele Unite ale Americii | 103.4 | 104.5 | 105.2 | 103.2 | 416.3 |           |           | Q     |
| 7   | Snježana Pejčić          | Croația                    | 104.3 | 102.9 | 103.5 | 105.3 | 416.0 |           |           | Q     |
| 8   | Yi Siling                | China                      | 103.5 | 104.7 | 105.4 | 102.3 | 415.9 |           |           | Q     |
| 9   | Natallia Kalnysh         | Ucraina                    | 103.7 | 104.0 | 104.0 | 104.1 | 415.8 |           |           |       |
| 10  | Olivia Hofmann           | Austria                    | 103.4 | 102.7 | 104.9 | 104.7 | 415.7 |           |           |       |
| 11  | Najmeh Khedmati          | Iran                       | 102.7 | 104.1 | 104.5 | 104.4 | 415.7 |           |           |       |
| 12  | Ivana Maksimović         | Serbia                     | 104.2 | 105.0 | 102.4 | 103.8 | 415.4 |           |           |       |
| 13  | Selina Gschwandtner      | Germania                   | 102.5 | 104.5 | 103.8 | 104.0 | 414.8 |           |           |       |
| 14  | Gankhuyagiin Nandinzayaa | Mongolia                   | 104.1 | 104.4 | 102.9 | 103.4 | 414.8 |           |           |       |
| 15  | Jennifer McIntosh        | Marea Britanie             | 103.4 | 102.9 | 103.4 | 105.0 | 414.7 |           |           |       |
| 16  | Nina Christen            | Elveția                    | 104.0 | 102.7 | 103.8 | 104.2 | 414.7 |           |           |       |
| 17  | Živa Dvoršak             | Slovenia                   | 103.5 | 105.3 | 102.1 | 103.8 | 414.7 |           |           |       |
| 18  | Nikola Mazurová          | Cehia                      | 104.4 | 102.0 | 103.4 | 104.6 | 414.4 |           |           |       |
| 19  | Park Hae-mi              | Coreea de Sud              | 103.4 | 102.9 | 104.2 | 103.9 | 414.4 |           |           |       |
| 20  | Fernanda Russo           | Argentina                  | 103.5 | 103.4 | 104.1 | 103.4 | 414.4 |           |           |       |
| 21  | Sarah Hornung            | Elveția                    | 102.8 | 104.6 | 103.9 | 103.0 | 414.3 |           |           |       |
| 22  | Julianna Miskolczi       | Ungaria                    | 102.9 | 104.6 | 103.7 | 102.8 | 414.0 |           |           |       |
| 23  | Valentina Gustin         | Croația                    | 105.4 | 101.2 | 103.1 | 104.2 | 413.9 |           |           |       |
| 24  | Goretti Zumaya           | Mexic                      | 103.0 | 104.9 | 102.8 | 103.2 | 413.9 |           |           |       |
| 25  | Jasmine Ser              | Singapore                  | 102.6 | 103.9 | 102.8 | 104.2 | 413.5 |           |           |       |
| 26  | Andrea Arsović           | Serbia                     | 104.3 | 103.4 | 102.9 | 102.9 | 413.5 |           |           |       |
| 27  | Shimaa Hashad            | Egipt                      | 102.0 | 103.9 | 103.6 | 103.7 | 413.2 |           |           |       |
| 28  | Minhal Sohail            | Pakistan                   | 102.5 | 104.1 | 104.5 | 102.1 | 413.2 |           |           |       |
| 29  | Agnieszka Nagay          | Polonia                    | 104.8 | 102.3 | 102.4 | 103.3 | 412.8 |           |           |       |
| 30  | Malin Westerheim         | Norvegia                   | 102.2 | 103.0 | 103.5 | 103.5 | 412.2 |           |           |       |
| 31  | Eglis Yaima Cruz         | Cuba                       | 102.1 | 104.2 | 101.7 | 104.1 | 412.1 |           |           |       |
| 32  | Adéla Sýkorová           | Cehia                      | 103.0 | 103.2 | 102.3 | 103.3 | 411.8 |           |           |       |
| 33  | Petra Zublasing          | Italia                     | 101.0 | 103.3 | 104.2 | 103.1 | 411.6 |           |           |       |
| 34  | Apurvi Chandela          | India                      | 104.2 | 102.7 | 103.3 | 101.4 | 411.6 |           |           |       |
| 35  | Tatjana Đekanović        | Bosnia-Herțegovina         | 101.9 | 102.3 | 102.9 | 103.7 | 410.8 |           |           |       |
| 36  | Kim Eun-hye              | Coreea de Sud              | 102.2 | 103.0 | 103.3 | 102.3 | 410.8 |           |           |       |
| 37  | Yelizaveta Korol         | Kazahstan                  | 100.3 | 103.9 | 103.4 | 103.0 | 410.6 |           |           |       |
| 38  | Stine Nielsen            | Danemarca                  | 102.3 | 102.4 | 102.3 | 103.1 | 410.1 |           |           |       |
| 39  | Jennifer Hens            | Australia                  | 104.4 | 103.5 | 102.3 | 99.9  | 410.1 |           |           |       |
| 40  | Sylwia Bogacka           | Polonia                    | 103.6 | 102.5 | 101.5 | 101.5 | 409.1 |           |           |       |
| 41  | Amelia Fournel           | Argentina                  | 103.2 | 103.0 | 100.8 | 100.9 | 407.9 |           |           |       |
| 42  | Nina Balaban             | Macedonia                  | 102.5 | 102.9 | 102.1 | 100.2 | 407.7 |           |           |       |
| 43  | Yarimar Mercado          | Puerto Rico                | 104.7 | 102.6 | 99.8  | 99.5  | 406.6 |           |           |       |
| 44  | Carina García            | Bolivia                    | 99.3  | 101.2 | 102.7 | 102.4 | 405.6 |           |           |       |
| 45  | Kunzang Lenchu           | Bhutan                     | 102.4 | 100.9 | 100.5 | 101.1 | 404.9 |           |           |       |
| 46  | Dianelys Pérez           | Cuba                       | 100.9 | 103.4 | 99.9  | 99.3  | 403.5 |           |           |       |
| 47  | Ayonika Paul             | India                      | 102.0 | 104.5 | 102.5 | 94.0  | 403.0 |           |           |       |
| 48  | Urata Rama               | Kosovo                     | 98.9  | 100.9 | 101.3 | 101.2 | 402.3 |           |           |       |
| 49  | Hadir Mekhimar           | Egipt                      | 99.9  | 98.5  | 101.4 | 101.5 | 401.3 |           |           |       |
| 50  | Rosane Ewald             | Brazilia                   | 100.0 | 95.6  | 100.9 | 100.4 | 396.9 |           |           |       |
| 51  | Esther Barrugués         | Andorra                    | 99.7  | 97.2  | 101.6 | 98.4  | 396.9 |           |           |       |

## Finala
| Loc | Sportiv           | 1    | 2    | 3    | 4    | 5    | 6    | 7    | 8    | 9    | 10   | 11   | 12   | 13   | 14   | 15   | 16   | 17   | 18   | 19   | 20   | Final | Notes          |
| --- | ----------------- | ---- | ---- | ---- | ---- | ---- | ---- | ---- | ---- | ---- | ---- | ---- | ---- | ---- | ---- | ---- | ---- | ---- | ---- | ---- | ---- | ----- | -------------- |
| 1   | Virginia Thrasher | 10.9 | 9.7  | 10.5 | 10.0 | 10.8 | 10.5 | 10.5 | 10.0 | 10.6 | 10.1 | 10.2 | 10.7 | 10.6 | 10.5 | 10.0 | 10.3 | 10.7 | 10.5 | 10.5 | 10.4 | 208.0 | Record Olimpic |
| 2   | Du Li             | 10.5 | 9.9  | 10.3 | 10.9 | 10.4 | 10.0 | 10.5 | 10.3 | 9.7  | 10.5 | 9.6  | 10.8 | 10.5 | 10.4 | 10.3 | 10.8 | 10.2 | 10.8 | 10.5 | 10.1 | 207.0 |                |
| 3   | Yi Siling\|       | 10.5 | 10.2 | 10.6 | 10.5 | 10.6 | 10.7 | 9.9  | 10.3 | 9.6  | 10.7 | 9.5  | 10.1 | 10.6 | 10.4 | 10.6 | 10.5 | 10.3 | 9.8  | N/A  | N/A  | 185.4 |                |
| 4   | Barbara Engleder  | 9.8  | 10.4 | 10.3 | 10.5 | 10.6 | 10.1 | 10.4 | 10.7 | 9.9  | 10.6 | 9.9  | 10.6 | 10.0 | 10.3 | 10.7 | 10.2 | N/A  | N/A  | N/A  | N/A  | 165.0 |                |
| 5   | Daria Vdovina     | 10.0 | 10.3 | 10.5 | 10.3 | 9.9  | 10.3 | 10.6 | 10.4 | 10.7 | 10.7 | 10.0 | 10.3 | 9.2  | 10.3 | N/A  | N/A  | N/A  | N/A  | N/A  | N/A  | 143.5 |                |
| 6   | Elaheh Ahmadi     | 10.3 | 9.9  | 10.6 | 10.1 | 10.5 | 9.9  | 9.5  | 10.4 | 10.4 | 10.7 | 10.5 | 9.7  | N/A  | N/A  | N/A  | N/A  | N/A  | N/A  | N/A  | N/A  | 122.5 |                |
| 7   | Snježana Pejčić   | 10.1 | 10.7 | 10.5 | 9.5  | 10.0 | 10.0 | 10.7 | 10.0 | 10.6 | 9.9  | N/A  | N/A  | N/A  | N/A  | N/A  | N/A  | N/A  | N/A  | N/A  | N/A  | 102.0 |                |
| 8   | Sarah Scherer     | 10.4 | 9.6  | 10.1 | 9.1  | 10.1 | 10.1 | 9.0  | 10.2 | N/A  | N/A  | N/A  | N/A  | N/A  | N/A  | N/A  | N/A  | N/A  | N/A  | N/A  | N/A  | 78.6  |                |